# Uki-Goshi

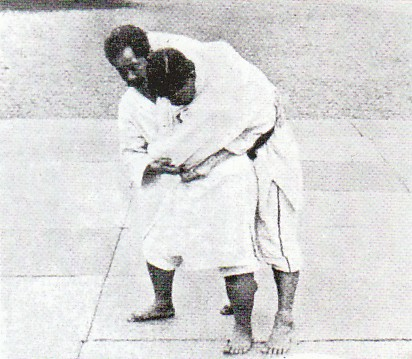
Uki goshi par Jigorō Kanō (g) et Yamashita Yoshiaki (d)

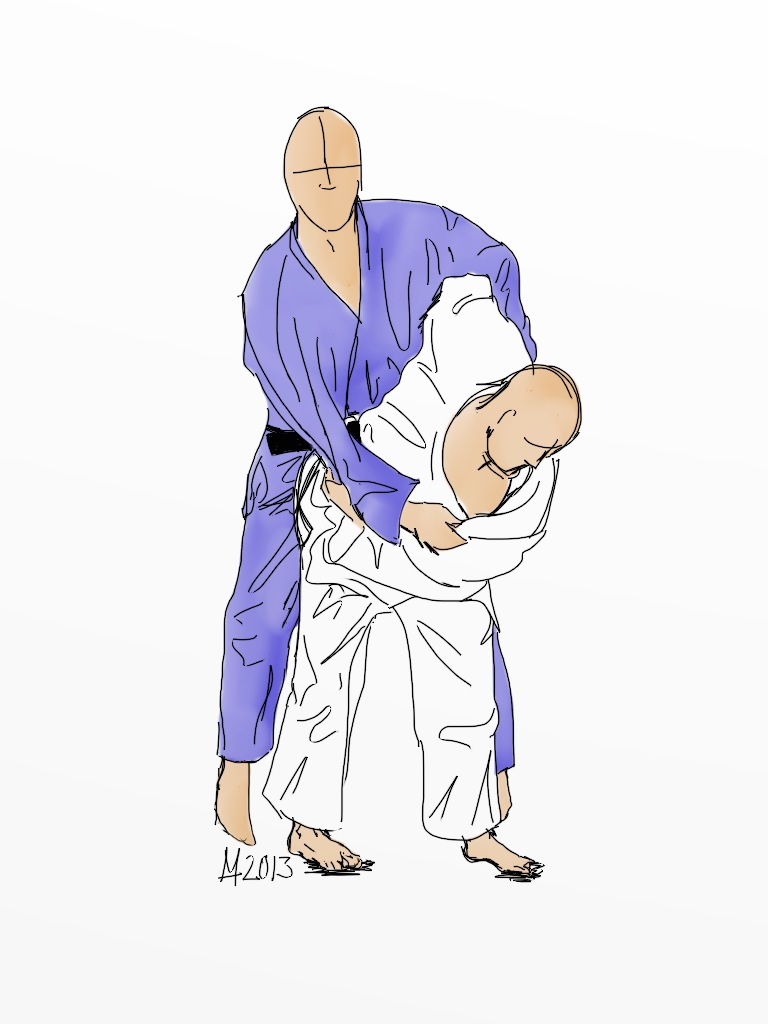
Exécution de Uki-Goshi

Uki-Goshi (hanche flottante, en japonais : 浮腰) est une technique de projection du judo. Uki-Goshi est le 6e mouvement du 1er groupe du gokyo. Uki-Goshi est un mouvement du Nage-no-kata.

## Terminologie
- Uki :  flotter
- Goshi : hanche

## Spécialistes de Uki-Goshi
Parmi les spécialistes de Uki-Goshi, on peut citer : Amina Abdellatif.